# Kanadas Grand Prix 1985
Kanadas Grand Prix 1985 var det femte av 16 lopp ingående i formel 1-VM 1985.

## Resultat
1. Michele Alboreto, Ferrari, 9 poäng
2. Stefan "Lill-Lövis" Johansson, Ferrari, 6
3. Alain Prost, McLaren-TAG, 4
4. Keke Rosberg, Williams-Honda, 3
5. Elio de Angelis, Lotus-Renault, 2
6. Nigel Mansell, Williams-Honda, 1
7. Patrick Tambay, Renault
8. Jacques Laffite, Ligier-Renault
9. Thierry Boutsen, Arrows-BMW
10. Riccardo Patrese, Alfa Romeo
11. Stefan Bellof, Tyrrell-Ford
12. Martin Brundle, Tyrrell-Ford
13. Gerhard Berger, Arrows-BMW
14. Andrea de Cesaris, Ligier-Renault
15. Marc Surer, Brabham-BMW
16. Ayrton Senna, Lotus-Renault
17. Eddie Cheever, Alfa Romeo

### Förare som bröt loppet
- Pierluigi Martini, Minardi-Motori Moderni (varv 57, olycka)
- Niki Lauda, McLaren-TAG (37, motor)
- Piercarlo Ghinzani, Osella-Alfa Romeo (35, motor)
- Philippe Alliot, RAM-Hart (28, olycka)
- Derek Warwick, Renault (25, olycka)
- Manfred Winkelhock, RAM-Hart (5, olycka)
- Teo Fabi, Toleman-Hart (3, turbo)
- Nelson Piquet, Brabham-BMW (0, transmission)

## VM-ställning
| Förarmästerskapet 1. Michele Alboreto, Ferrari, 27 2. Elio de Angelis, Lotus-Renault, 22 Alain Prost, McLaren-TAG, 22 3. Patrick Tambay, Renault, 10 | Konstruktörsmästerskapet 1. Ferrari, 37 2. Lotus-Renault, 31 3. McLaren-TAG, 25 |